# Cisco Systems

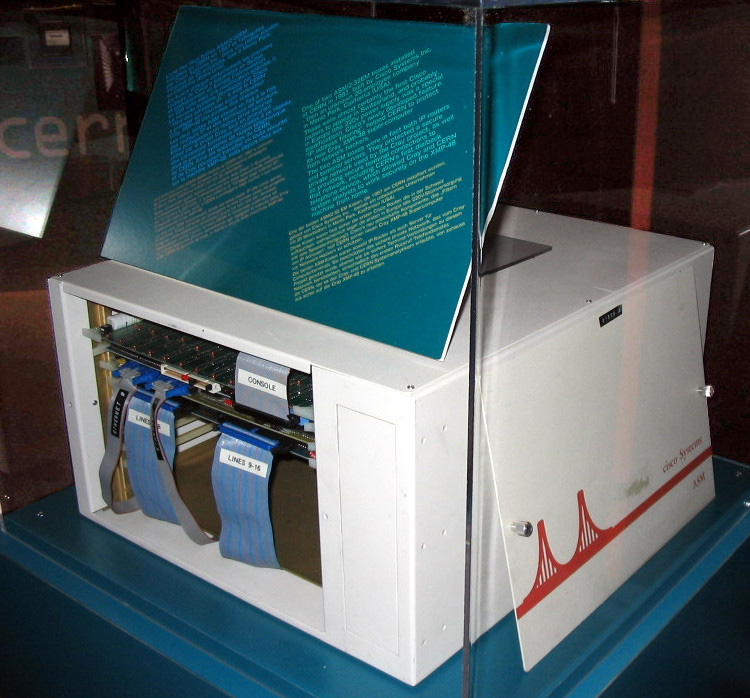
En Cisco ASM/2-32EM router som användes vid CERN 1987.

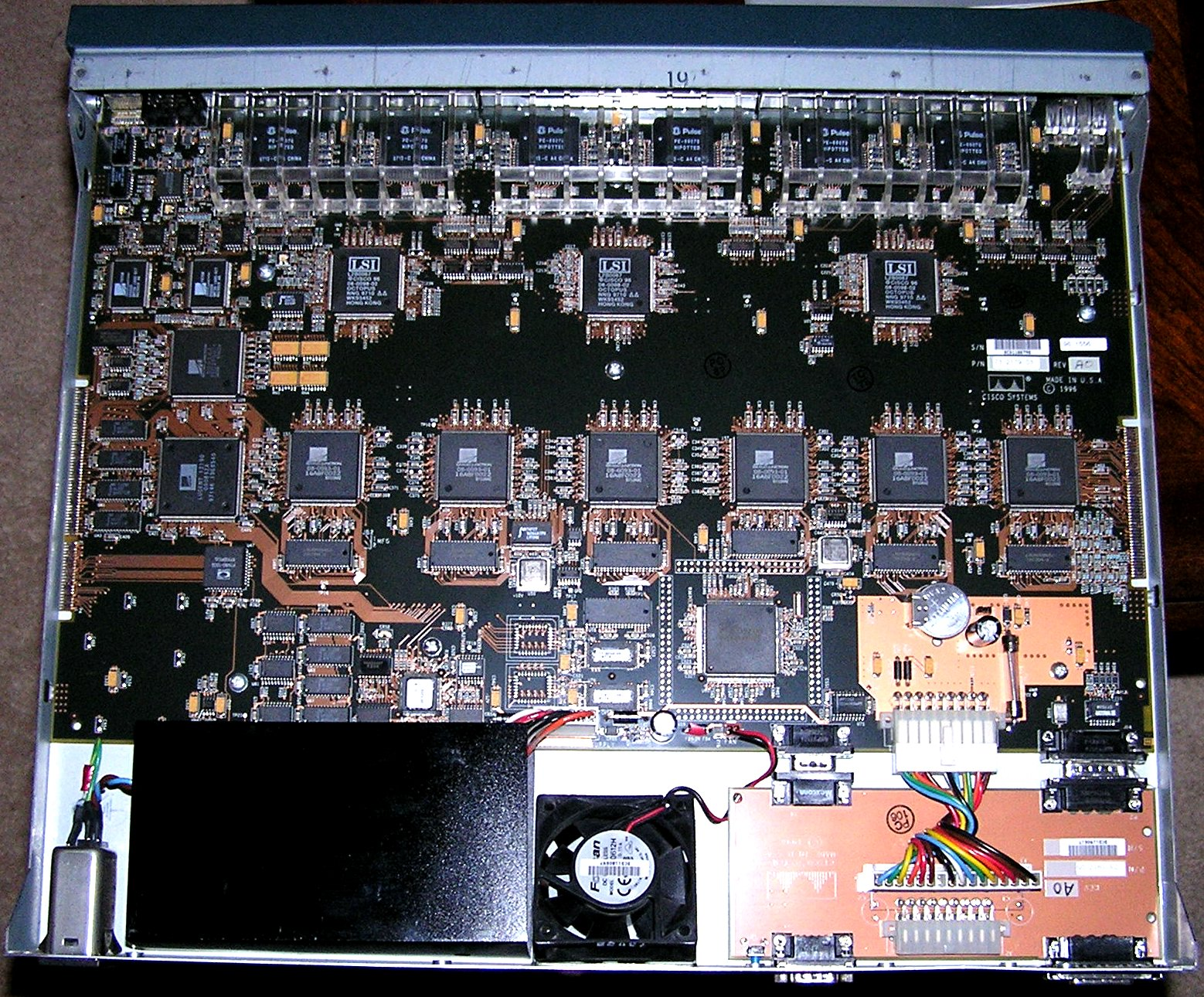
Insidan av en Cisco 1900 switch.

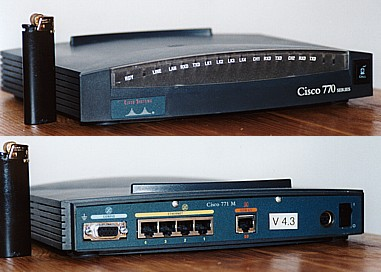
Cisco 770 router.

Cisco Systems, Inc. är ett amerikanskt globalt företag med produkter och tjänster inom nätverk och datorkommunikation. Företaget marknadsför sina produkter inom ett antal varumärken: Cisco, Scientific Atlanta, Webex och Ironport. Den grundläggande företagsidén var att sälja routrar till företag, men idag finns Ciscos produkter och tjänster överallt: i hemmen, på företagen och hos operatörer.

## Historia
Cisco Systems grundades 1984 av det gifta paret Leonard Bosack och Sandy Lerner, två civilingenjörer från Stanford University. De utmanövrerades av riskkapitalister under företagets starka expansion. Företagets logotyp och namn anknyter till staden San Francisco och dess Golden Gate-bro. Huvudkontoret ligger i San Jose, Kalifornien.
Cisco var 2001 världens högst värderade bolag. Det har bidragit till Internets utveckling genom att arbeta fram standarder.

## Certifieringar
Cisco har olika certifieringsnivåer:
- CCNA - Cisco Certified Networking Associate, som erhålls antingen efrer de två delproven "Intro" och "ICND" eller att göra provet CCNA.
- CCDA - Cisco Certified Design Associate, som indikerar viss kännendom om design av ett nätverk innehållande LAN:s, WAN:s och vissa uppringda tjänster.
- CCNP - Cisco Certified Network Professional erhålls genom de tre delcertifikaten ROUTE, SWITCH och TSHOOT. Detta ger bekörighet att hantera medelstora nätverk och tjänster som QoS, VPN och IPSec.
- CCDP - Cisco Certified Design Professional, som indikerar att man har en avancerad kunskap om hur man designar ett nätverk och hur man ansluter den.
- CCIE – Cisco Certified Internetwork Internetwork Expert är den högsta nivån.